# Jules Oppert
Jules Oppert (9. července 1825 Hamburk – 21. srpna 1905) byl německo-francouzský asyriolog. Vystudoval univerzitu v Kielu a pro antisemitismus úřadů opustil Německo, aby si zvolil za novou vlast Francii. Přijal místo lektora němčiny na univerzitě v Remeši a pro vlastní potěšení studoval asyrštinu.